# Phyllosticta forsythiae
Phyllosticta forsythiae är en svampart som beskrevs av Sacc. 1877. Phyllosticta forsythiae ingår i släktet Phyllosticta och familjen Botryosphaeriaceae.   Inga underarter finns listade i Catalogue of Life.